# Will Halle
Will Halle (eigentlich: Erich Will; * 1905 in Querfurt bei Halle (daher sein Künstlername); † 1969 in Berlin) war ein deutscher humoristischer Zeichner. 
Nachdem er zunächst in Halle den Beruf des Steinbildhauers erlernt und einige Jahre in diesem Beruf gearbeitet hatte, siedelte er Ende der 1920er Jahre nach Berlin über, wo er sich auf sein zeichnerisches Talent verlegte und bis zu seinem Tod für verschiedene Zeitungen und Zeitschriften "gezeichnete Scherze" (Will Halle) anfertigte. Zudem veröffentlichte er mehrere eigene Bücher.

## Werke
- Das finde ich komisch (1940)
- Tischlein deck dich (1942)

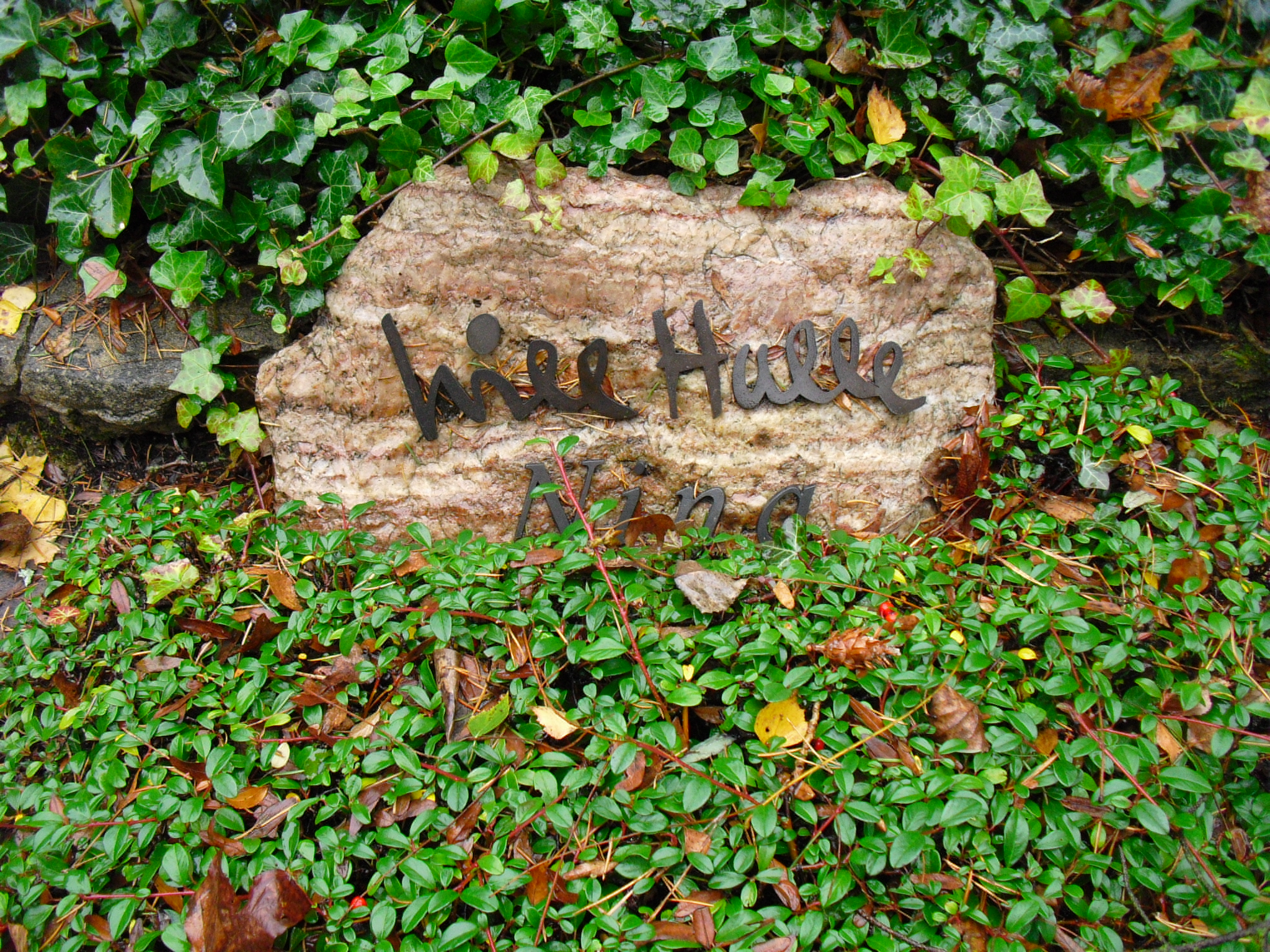
Will Halles Grabstein auf dem Friedhof Heerstraße in Berlin-Westend

- Willibald. Abenteuer eines fahrenden Ritters (1944)
- Jetzt kommt´s raus! (1958)
- Will Halles Kleine Zeichenschule (1964)
- Nur für den Herrn: ein heiter-ernstes Mosaik für kleine Pausen/gehört, gesammelt und notiert von Heinz Görz und gezeichnet von Erich Will-Halle, Euro-Verlag, Hamburg ca. 1965, Lizenz des Verlags Die Gabe, Gütersloh. DNB-Link